# Trasporti in Kirghizistan

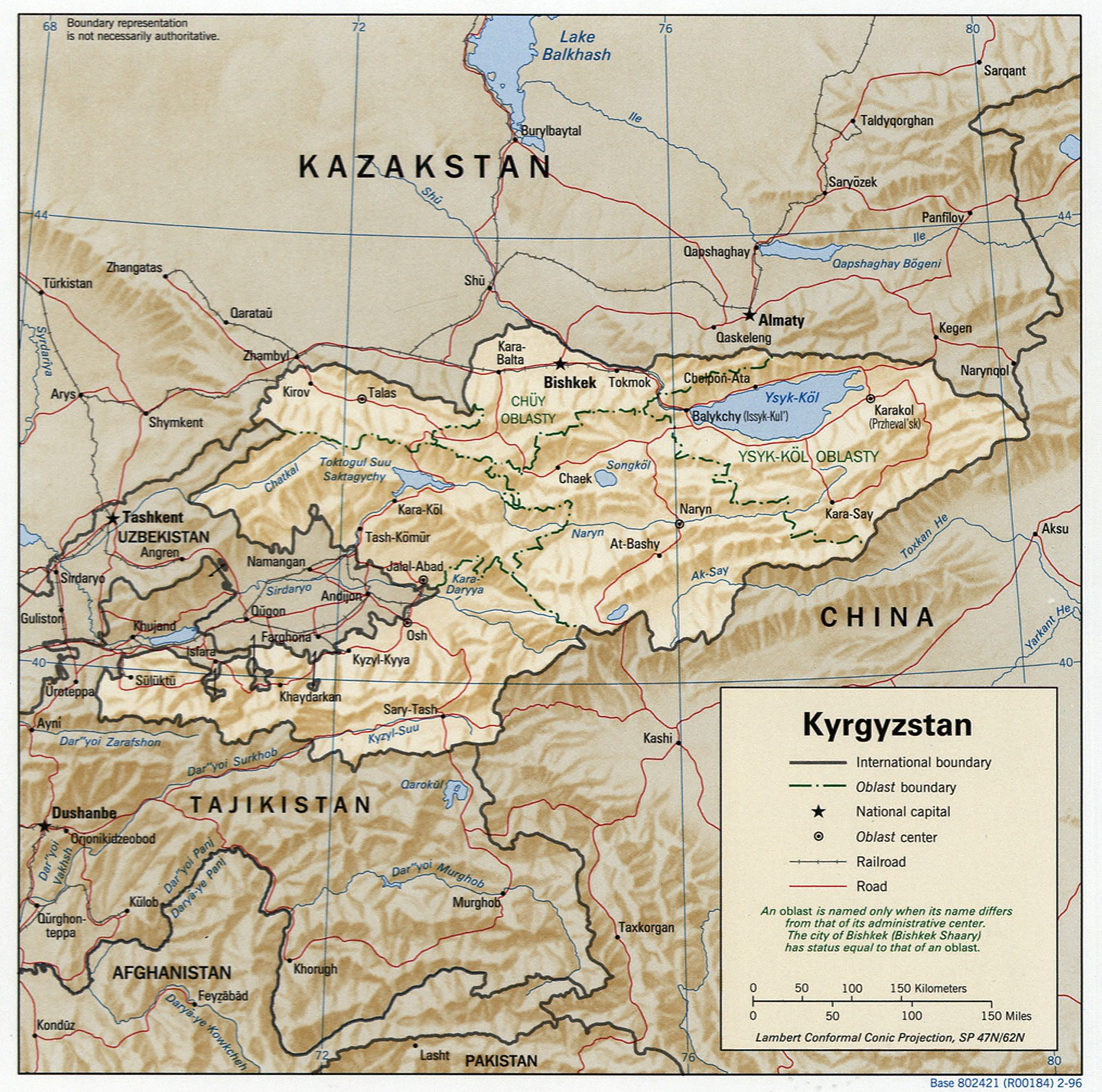
Kirghizistan: carta geopolitica con rete ferroviaria e stradale

I trasporti in Kirghizistan sono pesantemente condizionati dalla connotazione alpina del territorio: le strade sono costrette a inerpicarsi per erte valli, passi situati a 3.000 metri e più sul livello del mare e sono frequentemente soggette a inondazioni di fango e valanghe; per questi motivi viaggiare d'inverno è quasi impossibile in molte delle remote regioni situate ad un'elevata altitudine. Ulteriori problemi sono causati dal fatto che molte strade e linee ferroviarie costruite durante l'era sovietica oggi sono attraversate da frontiere internazionali, la qual cosa si traduce (sempre che il valico non sia chiuso) in lunghe attese per espletare le formalità doganali. Degno di menzione è il fatto che nel paese il cavallo continua a essere piuttosto usato come mezzo di trasporto, specialmente nelle aree rurali e inaccessibili.

## Trasporti su rotaia

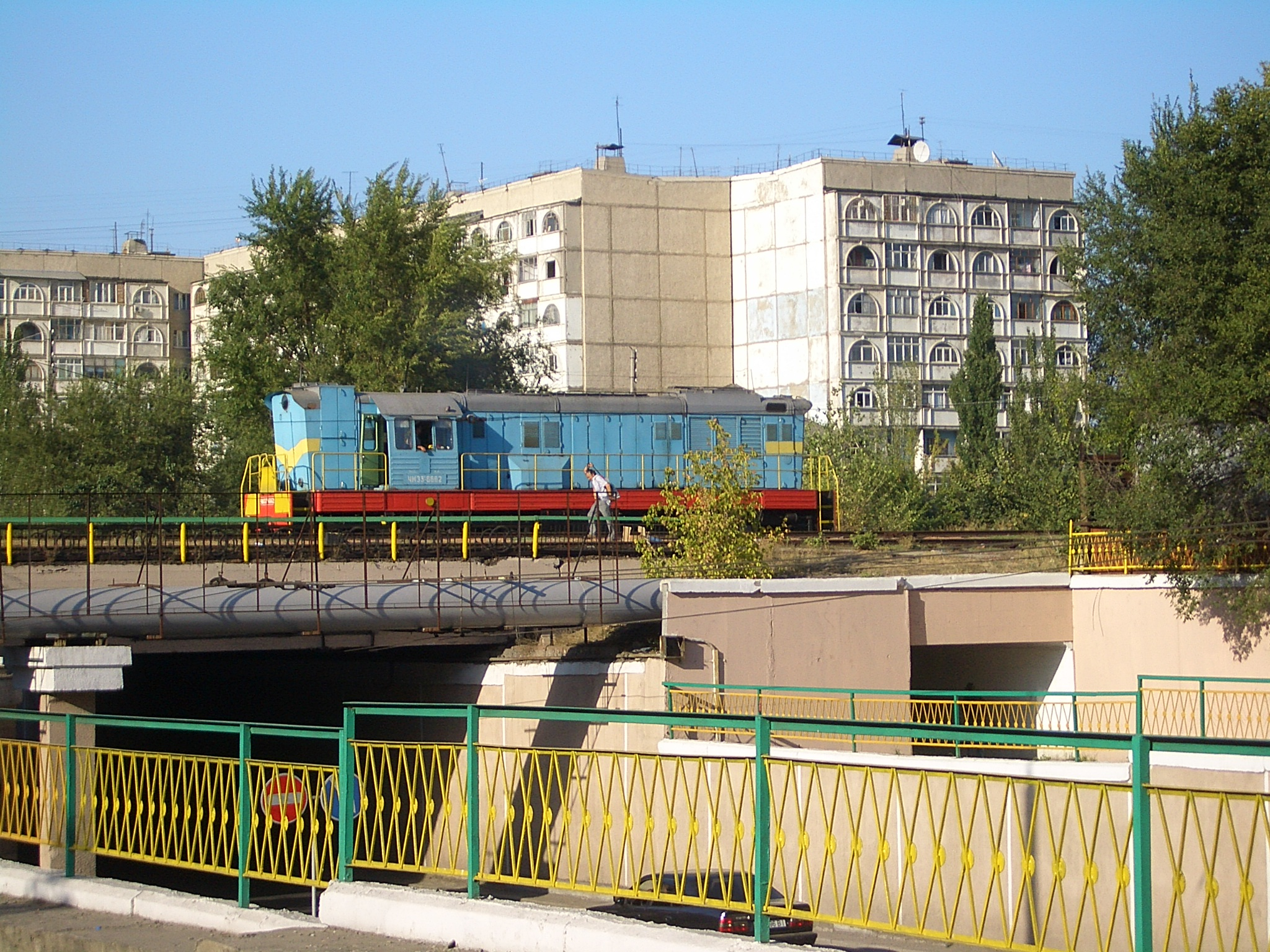
Una locomotiva diesel nei pressi della stazione ferroviaria principale di Biškek

La valle di Čuj a nord e la valle di Fergana a sud erano i capolinea del sistema ferroviario sovietico nell'Asia centrale; con la dissoluzione dell'Unione sovietica i precedenti confini tra le repubbliche sono diventati frontiere internazionali e il traffico di conseguenza è stato severamente ridotto. I piccoli segmenti di ferrovia all'interno del Kirghizistan, circa 370 km totali con scartamento 1520 mm, hanno un basso valore economico in assenza del precedente traffico sulla lunga distanza da e per centri come Tashkent, Almaty e città russe.
Allo stato attuale il paese è collegato esclusivamente con il Kazakistan (ramo di Biškek) e con l'Uzbekistan (ramo di Oš); ci sono vaghi progetti riguardo all'estensione della linea da Balykčy a nord e/o da Oš nel sud per collegarsi con la Cina (la quale tra l'altro adotta uno scartamento differente), ma i costi di produzione sarebbero enormi.

### Rete ferroviaria
In totale: 417 km di linee ferroviarie pubbliche (dati 2002), gestite dall'azienda di stato Kyrgys Temir Dscholu.
- scartamento allargato (1524 mm): 417 km
- collegamento a reti estere contigue
  - presente, senza cambio di scartamento: Kazakistan ed Uzbekistan
  - assente, con stesso scartamento: Tagikistan
  - assente, con cambio di scartamento (1524/1435 mm): Cina.

### Reti metropolitane
Non sono presenti aziende di trasporto che utilizzano la metropolitana.

### Reti tranviarie
Anche il servizio tranviario è assente.

## Trasporti su strada

### Autostrade
Con il supporto della Asian Development Bank, è stata completata recentemente un'importante strada che collega Biškek a Oš, la realizzazione di questa arteria stradale facilita considerevolmente i trasporti tra i due maggiori centri popolati del paese (la valle di Chui a nord e quella di Fergana a sud; è presente anche una diramazione che attraversa un passo di montagna a 3500 metri nella valle del Talas a nord ovest. È inoltre in progettazione un collegamento da Oš alla Cina.
Le maggiori città sono comunque collegate da frequenti autobus e, più comunemente, mini bus; questi ultimi provvedono inoltre al trasporto pubblico nelle città e tra le città e i villaggi vicini.

### Rete stradale
Strade pubbliche: in totale 30.300 km (dati 1990)
- asfaltate: 22.600 km, di cui 140 di autostrade
- bianche: 7.700 km.

### Reti filoviarie
I filobus sono presenti in tre città:
- Biškek (dal 1951)
- Naryn (dal 1994)
- Oš (dal 1977)

### Autolinee
Nella capitale Biškek, ed in tutte le zone abitate, sono presenti aziende pubbliche e private che gestiscono trasporti urbani, suburbani ed interurbani esercitati con autobus.

## Idrovie
Abbastanza sviluppata la navigazione con 460 km (dati del 2000) di canali e vie navigabili.

### Porti e scali
- Balykčy

## Trasporti aerei

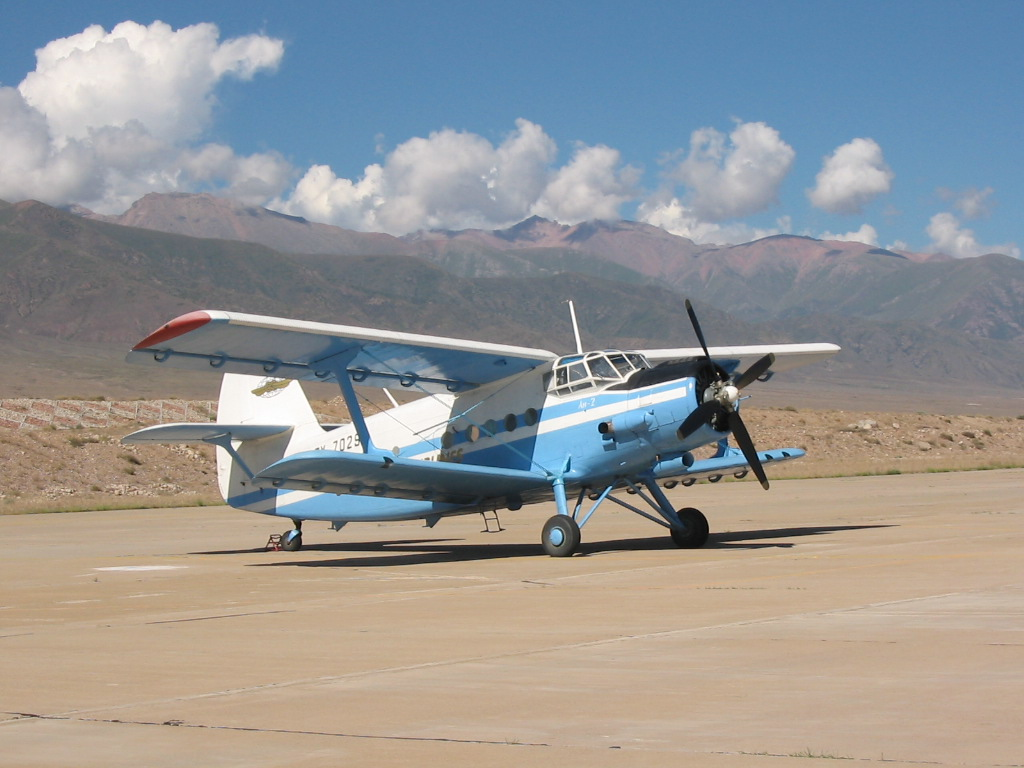
Il piccolo campo di volo a Tamchy, sulla riva settentrionale dell'Ysyk-Köl

Alla fine dell'era sovietica c'erano circa cinquanta aeroporti e piste d'atterraggio in Kirghizistan; la maggior parte di questi, però, erano stati costruiti per fini militari vista la posizione strategica della regione, vicina alla Cina. Quasi tutti (molti dei quali con piste non asfaltate) sono al giorno d'oggi chiusi o usati solo occasionalmente oppure limitati all'uso militare, solo pochi di essi rimangono in attività. Tra questi sono da citare:
- L'aeroporto di Manas, vicino Biškek, è il principale scalo internazionale, con voli da e per Ekaterinburg, Mosca, Tashkent, Dušanbe, Istanbul, Baku e Londra. Ospita anche un contingente di militari statunitensi.
- L'aeroporto di Oš è il principale terminal nel sud del paese, con voli giornalieri per Biškek.
- L'aeroporto di Žalalabad è collegato a Biškek da due voli settimanali.

### Aeroporti
In totale: 50 (dati 2002)
a) con piste di rullaggio pavimentate: 4
- oltre 3047 m: 1 (Biškek-Manas)
- da 2438 a 3047 m: 1 (Oš)
- da 1524 a 2437 m: 1
- da 914 a 1523 m: 1
- sotto 914 m: 1

b) con piste di rullaggio non pavimentate: 46 (molti in disuso)
- oltre 3047 m: 0
- da 2438 a 3047 m: 3
- da 1524 a 2437 m: 5
- da 914 a 1523 m: 6
- sotto 914 m: 32.